# Nepenthes Planum
Il Nepenthes Planum è una struttura geologica della superficie di Marte.